# Endymion (månekrater)
Endymion er et nedslagskrater på Månen. Det befinder sig på Månens forside nær den nordøstlige rand og er opkaldt efter Endymion fra den græske mytologi. På grund af dets placering får perspektivisk forkortning Endymion til at synes aflangt, når det ses fra Jorden.
Navnet blev officielt tildelt af den Internationale Astronomiske Union (IAU) i 1935. 

## Omgivelser
Endymionkrateret har det noget mindre Atlaskrater liggende sydvest for. På den anden side af krateret ligger Mare Humboldtianum langs Månens rand. 

## Karakteristika
Endymions kraterbund er blevet dækket af lava med lav albedo, hvilket giver det et mørkt udseende, som gør det ret let at lokalisere. Kraterbunden er næsten glat og uden særlige landskabsformationer, idet der kun ligger nogle få småkratere inden for kraterranden. Tre af disse ligger på linje nær den nordvestlige indre væg. Svage striber af strålemateriale fra Thaleskrateret mod nord-nordvest krydser den mørke bund. Den ydre vold om krateret er lav, bred og nedslidt af nedslagserosion.

## Satellitkratere
De kratere, som kaldes satellitter, er små kratere beliggende i eller nær hovedkrateret. Deres dannelse er sædvanligvis sket uafhængigt af dette, men de får samme navn som hovedkrateret med tilføjelse af et stort bogstav. På kort over Månen er det en konvention at identificere dem ved at placere dette bogstav på den side af satellitkraterets midte, som ligger nærmest hovedkrateret. Endymionkrateret har følgende satellitkratere:
| Endymion | Længde  | Bredde  | Diameter |
| -------- | ------- | ------- | -------- |
| A        | 54,7° N | 62,8° Ø | 30 km    |
| B        | 59,8° N | 67,2° Ø | 59 km    |
| C        | 58,4° N | 60,8° Ø | 32 km    |
| D        | 52,4° N | 62,4° Ø | 20 km    |
| E        | 53,6° N | 66,2° Ø | 18 km    |
| F        | 56,9° N | 65,1° Ø | 12 km    |
| G        | 56,4° N | 55,6° Ø | 15 km    |
| H        | 51,1° N | 56,3° Ø | 14 km    |
| J        | 53,5° N | 50,7° Ø | 67 km    |
| K        | 51,3° N | 52,3° Ø | 7 km     |
| L        | 55,4° N | 71,0° Ø | 9 km     |
| M        | 52,7° N | 70,9° Ø | 9 km     |
| N        | 52,4° N | 69,6° Ø | 9 km     |
| W        | 52,7° N | 69,2° Ø | 10 km    |
| X        | 52,9° N | 50,1° Ø | 6 km     |
| Y        | 55,8° N | 58,0° Ø | 8 km     |

## Måneatlas
- Billeder af Endymionkrateret i LPI-måneatlasset